# Schlingsteine
Die Schlingsteine sind eine West-Ost orientierte Megalithanlage der jungsteinzeitlichen Trichterbecherkultur (TBK)  (entstanden zwischen 3500 und 2800 v. Chr.) mit der Sprockhoff-Nr. 961 im Pastorenbusch nordwestlich von Lindern in Niedersachsen.

## Beschreibung
Die Anlage besteht aus zehn großen und etwa genauso vielen kleineren Steinen, die aus dem Waldboden ragen. Am Ostende der etwa 24 × 1,5 Meter messenden Reihe großer Blöcke, die die Kammer abbilden, ist noch ein Joch (Tragsteinpaar mit Deckstein) vorhanden.
Man geht davon aus, dass sich die Schlingsteine ursprünglich nicht über der Erde befanden, sondern wie die Galeriegräber in die Erde eingelassen wurden. Die Schmalseitensteine der Einfassung sind erhalten. Die fünf Löcher auf dem fünften Deckstein sind Bohrlöcher für einen Sprengversuch.

## Funde
Bei den geborgenen Gefäßen handelt es sich um:
- ein Schultergefäß mit Henkel, konischem Hals, scharfem Halsknick, runder Schulter und leicht bauchigem Unterteil; verziert mit umlaufendem Horizontal- und Zick-Zack-Muster auf dem Hals sowie Horizontal-, Vertikal- und Zickzackreihen auf der Schulter. Höhe 15,7 Zentimeter.
- einen steilwandigen Becher mit waagrechter Öse, verziert mit Furchenstichreihen unter dem Rand und im Ösenbereich. Höhe 11,3 Zentimeter.
- eine Schale mit Standring, verziert mit durchlaufenden und unterbrochenen horizontalen Furchenstichreihen unter dem Rand, mit unten anschließenden vertikalen Liniengruppen sowie Kerben auf dem Standring. Höhe 8,4 Zentimeter.
- das Bodenstück einer Schale mit einem mit vertikalen Kerben verzierten Standring.

## Die Steinkiste

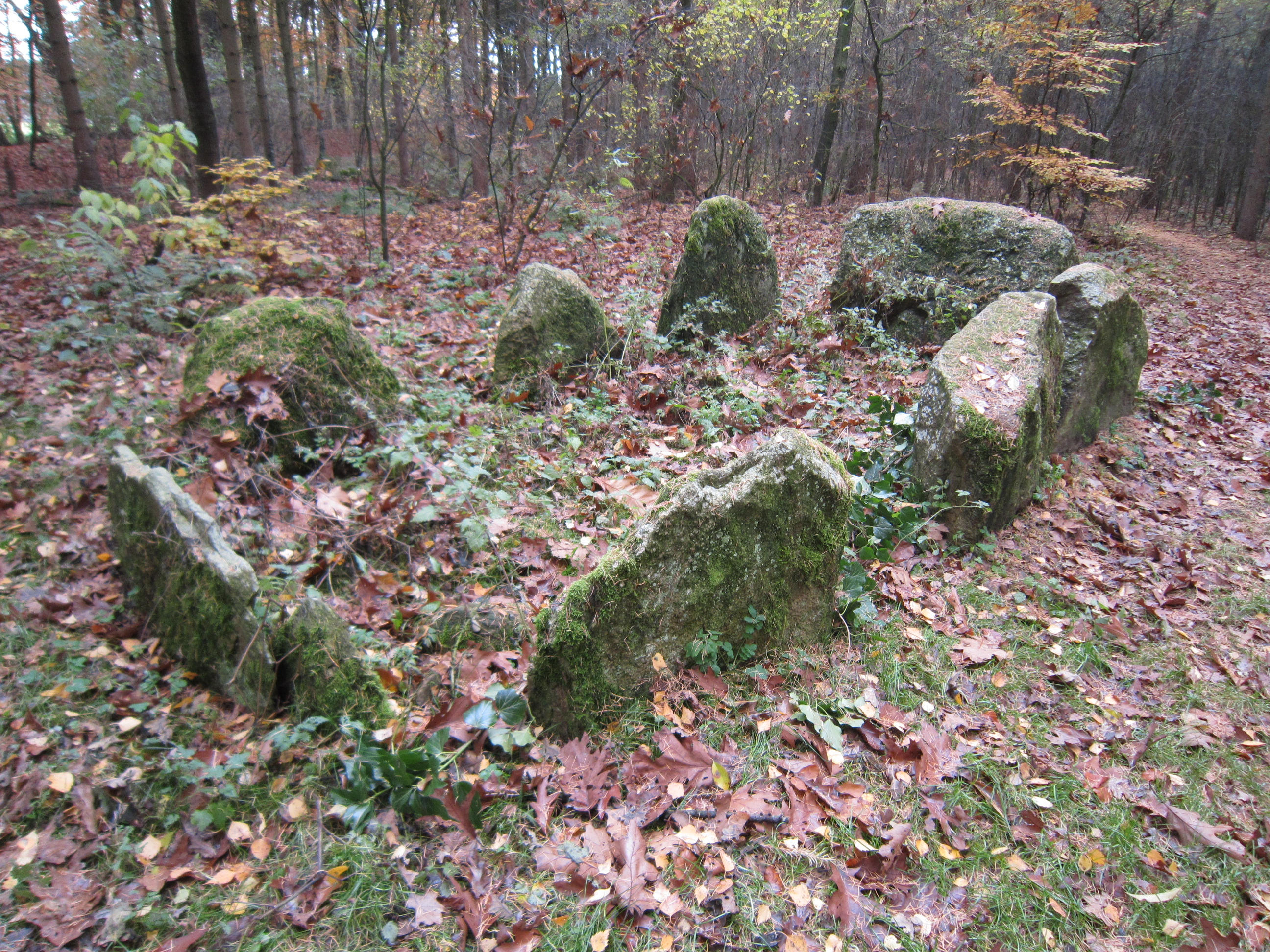
Steinkiste von Lindern

In der Nähe der Schlingsteine wurde 1962 eine Steinkiste entdeckt. Die etwa 4,0 × 1,2 Meter große Kammer befand sich in einem etwa 45,0 × 25,0 × 3 Meter hohen, ovalen Hügel. Sie hat sechs Trag- und zwei Schlusssteine, jedoch keine Decksteine. Die Beigaben deuten auf das späte Jungneolithikum (2000 v. Chr.) hin. Die Anlage hat keine Sprockhoff-Nummer.
In zwei großen Hügeln nordwestlich von Lindern wurden 1957/58 große Steinsetzungen entdeckt. 1962 sollten die Hügel abgetragen werden. Beim Abtragen des zweiten Hügels stieß der Bagger auf große Steine. Im Hügel befand sich ein neolithisches Großsteingrab, das aus acht überwiegend sehr flachen Granitfindlingen bestand, die als Tragsteinen fungiert hatten. Die Platten waren teilweise so flach, dass sich die Frage stellte, ob sie vor dem Bau des Großsteingrabes bearbeitet worden waren. Die Kammer hatte keine Steinpflasterung. Da die Tragsteine sehr unterschiedliche Höhen aufwiesen, war zweifelhaft, ob das Großsteingrab jemals Decksteine besessen hat. Da auch das Trockenmauerwerk zwischen den Findlingen unvollständig war, stellte sich die Frage, ob das Großsteingrab unfertig geblieben war. Die Funde bestanden aus einer Bernsteinperle, Bruchstücken von drei Steinbeilen, Pfeilspitzen und Tiefstichkeramik, u. a. von Kragenflaschen und Trichterbechern. Die Kammer war ursprünglich von einem Steinkranz umgeben. Im Abstand von etwa 1 m um die Kammer wurde eine holzkohlehaltige Brandschicht festgestellt, unter der der Sand ausgeglüht war. Um die Kammer scheint mehrfach ein Feuerring entzündet worden zu sein. H. G. Steffens hat das Großsteingrab ans Ende des Mittelneolithikums datiert und sah in ihm einen Übergangstyp von den klassischen Großsteingräbern zu den bronzezeitlichen Grabhügeln. Laut Mamoun Fansa wurde Holzkohle von außerhalb des Grabes mittels Radiocarbonmethode auf 2135 ± 90 v. Chr. datiert.